# Erika Tham
Erika Tham (15 de diciembre de 1999) es una actriz, cantante y bailarina canadiense. Ella es principalmente conocida por interpretar a Corki Chang en la serie canadiense de Nickelodeon, Make It Pop.

## Vida personal
Erika ha vivido en distintos países, tales como: Singapur, Indonesia, Filipinas, Taiwán, China, Tailandia y Canadá. 
Tham es de ascendencia Malasia y china por parte de su padre y holandesa, canadiense y ucraniana por parte de su madre.

## Filmografía
- Make It Pop (2015-2016): Serie que la lanzó a la fama, en esta serie interpreta el papel de Corki Chang, una chica muy apasionada en el mundo del estudio y de los libros.
- The Other Kingdom (2016)
- Kim Possible (2019): Interpreta el papel de Bonnie Rockwaller

## Redes sociales
- Twitter: https://twitter.com/ErikaTham

- Instagram: https://www.instagram.com/erikatham/